# 秋田县旗
秋田县旗（日语：／ Akita ken ki）是日本的47面日本都道府县旗之一。该条目是对秋田县旗以及秋田县章（／）的解说。

## 概要
县旗、县章于1959年11月3日第380号县告示上通过制定。它是跃动的片假名“ア”，表现了县势的飞跃以及发展的姿态。

## 作者
当时，胜平得之等人组成的评委组，在秋田县章征集的690件设计作品中，选出了现在所用的县章，设计者居住在群马县吾妻郡六合村（现中之条町）。但是这位设计者的名字使用假名写的，他们试图联系本人，但没有回应。此人还缺席颁奖仪式，直到县章、县旗正式确定时还不明身份。
之后的半个世纪，一直持续身份不明的状态，2005年10月，麻风病康复者回乡后，接连传出此人身份被查明的消息。之后，群马县吾妻郡草津町（在六合村邻近）的疗养所的秋田同乡会会长的致辞中说：“秋田县章是我们的同事制造的”。当时，麻风病患者都被隔离，这个疗养所大约20人都得到了公开征集旗章应征奖金作为生活费的补助。然而不幸的是，当初的应募者被查证已经去世。
另外岐阜县惠那郡福冈町章，是由与秋田县章同名同姓的设计者设计的。

## 关联項目
- 秋田县民歌